# 日の出 (船橋市)
日の出（ひので）は、千葉県船橋市にある地名。現行行政地名は日の出一丁目および二丁目。郵便番号は273-0015。

## 地理
船橋市沿岸部に位置し、湊町地域に存在する。この地名内には概ね埋立地である。西に栄町(湊町地域)、北に湊町(同)と接する。東側は海老川の河口があり、その河口を挟んだ先に浜町(同)に接する。南側は船橋港の一部である。埋立地内に京葉工業地域の一部である工場関係の施設が集中する。

### 地価
- 住宅街の地価では2015年度の公示地価によれば、日の出二丁目の地点で64,000円/m2となっている[5]。

## 世帯数と人口
2017年（平成29年）11月1日現在の世帯数と人口は以下の通りである。
| 丁目         | 世帯数  | 人口    |
| ------------ | ------- | ------- |
| 日の出一丁目 | 405世帯 | 603人   |
| 日の出二丁目 | 491世帯 | 850人   |
| 計           | 896世帯 | 1,453人 |

## 小・中学校の学区
市立小・中学校に通う場合、学区は以下の通りとなる
| 丁目         | 番地 | 小学校             | 中学校           |
| ------------ | ---- | ------------------ | ---------------- |
| 日の出一丁目 | 全域 | 船橋市立湊町小学校 | 船橋市立湊中学校 |
| 日の出二丁目 | 全域 | 船橋市立湊町小学校 | 船橋市立湊中学校 |

## 交通
- 千葉県道156号船橋埠頭線
- JR京葉線または武蔵野線が通るがこの地区内に駅はない。最寄り駅としては西側の二俣新町駅か東側の南船橋駅である。なお、武蔵野線の西船橋駅から府中本町駅方面を利用する場合は南船橋駅から乗車しなければならない。
- 東関東自動車道が地区内を通るがインターチェンジは存在しない。

## 周辺の施設
この埋立地内に多くの工場が集積している。京葉線・東関東自動車道より南に
- 千葉畜産工業
- ニチレイフーズ船橋工場
- ニチレイフーズ船橋工場パックセンター
- ニチレイ(冷凍食品)船橋物流センター
- ボーソー油脂
- 日本運輸倉庫船橋倉庫
- キョウエイ船橋センター
- 朝日プリンテック船橋工場
- 東日本エア・ウォーターエネルギー
- イーグル貨物運輸
- 三菱商事ロジスティクス船橋事務所
- 昭和産業総合研究所
- ショウレイ
- SHOWAビル
- 出光石油・BAYSIDE日の出SS
- セブン-イレブン船橋日の出2丁目店
- アロープランアローマリンクラブ

京葉線・東関東自動車道より北に
- 阪和流通センター東京船橋事務所
- 阪和興業船橋倉庫船橋工場
- 鈴徳船橋営業所
- ビービーエム船橋工場
- 西尾レントオール船橋営業所
- 船橋市立湊中学校

などがある。